# 버트 휠러

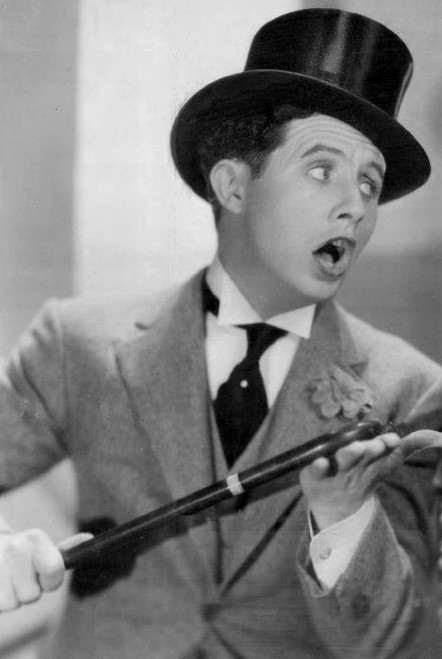

버트 휠러(Bert Wheeler, 1895년 4월 7일 ~ 1968년 1월 18일)는 미국의 희극 배우, 영화배우이다.
패터슨에서 태어났으며 뉴욕에서 사망하였다. 사인은 신부전이다.

## 영화
- 라스베가스 나이츠 (1941년)
- 걸 크레이지 (1932년)
- 딕시아나 (1930년)
- 뻐꾸기 (1930년)
- 리오 리타 (1929년)